# Pic d’Arriel
Pic d’Arriel – szczyt w Pirenejach. Leży na granicy między Hiszpanią (prowincja Huesca, w regionie Aragonia) a Francją (departament Pireneje Atlantyckie). Należy do podgrupy Pireneje Środkowo-Zachodnie w Pirenejach Centralnych.
Pierwszego wejścia dokonał Henri Saget w 1851 r.